# Eridanus
Eridanus o el Erídano es la sexta constelación más grande de las 88 constelaciones modernas. También es una de las 48 constelaciones de Ptolomeo. Hace referencia al río Erídano de la mitología clásica, río a medio caballo entre el mito y la realidad. 

## Historia
Eridanus es una de las 48 constelaciones de la astronomía de la Antigüedad, que fueron descritas por Ptolomeo. Era conocida tan solo como el Río (Pótamos). Los egipcios identificaban la constelación con el Nilo y los babilonios con el Éufrates.
Originalmente, la constelación terminaba en la estrella Acamar (θ Eridani), el nombre deriva del árabe antiguo y significa "el final del río". Esto se debe a que hace 2500 años, Eridanus estaba 10 grados más al sur que en la actualidad debido al predecesión. Acamar aparecía justo sobre el horizonte de Creta. El nombre de la estrella más meridional de la actualidad, Achernar, también significa "el final del río", por lo que probablemente ya estaba extendida por los viajeros procedentes de Asia Menor a finales de la Antigüedad. Achernar estaba a -71° de declinación en aquella época y ni siquiera podía observarse en Egipto. Pieter Dirkszoon Keyser, que había definido doce constelaciones "nuevas" durante su viaje austral de 1595/96, en el que murió, y que su comandante trajo consigo, la rebautizó Nil ("Het Zuyder eynde van den Nyli"), presumiblemente como uno de los cuatro ríos del paraíso, en la tradición de Eratóstenes, que había interpretado el Eridano como el río egipcio (aunque Hesíodo ya trataba a ambos por separado). Como tal, se encuentra también en Plancius y en los mapas celestes impresos por Jodocus Hondius, y en 1602/03 también en Willem Janszoon Blaeu. Johann Bayer, sin embargo, la registra como Eridanus en la tradición ptolemaica, y el nombre alternativo nunca se impuso.

## Características destacables

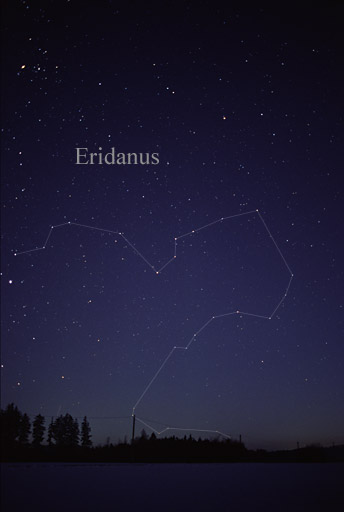
Constelación de Erídano

En el extremo austral de Erídano se localiza la estrella de primera magnitud Achernar (α Eridani). Debido a su elevada velocidad de rotación (igual o superior a 250 km/s) es la estrella menos esférica que se conoce; las observaciones indican que su radio es casi un 50 % más largo en el ecuador que en los polos.
La segunda estrella en cuanto a brillo es Cursa (β Eridani), una subgigante blanca de tipo espectral A4IV.
Zaurak, nombre oficial de γ Eridani, es una gigante roja de tipo M0III cuya temperatura superficial es de 3811 K.
Muy semejante, aunque más fría —su tipo espectral es M3III— es τ4 Eridani. Los respectivos diámetros de estas gigantes son 60 y 90 veces más grandes que el diámetro solar.

Imagen directa del planeta de 51 Eridani obtenida con la Cámara de Planetas Gemini

ε Eridani es una enana naranja distante 10,5 años luz con, al menos, un planeta extrasolar.
Donde sí hay tres planetas confirmados es alrededor de la enana amarilla de tipo G8V 82 Eridani; los tres son «supertierras» calientes que orbitan respectivamente a 0,12, 0,20 y 0,35 ua de la estrella.
Asimismo, en torno a 51 Eridani —estrella de tipo F0V— se ha descubierto un «júpiter caliente» cuya atmósfera contiene metano y agua.
Entre las variables de la constelación se encuentra V Eridani, variable semirregular cuyo brillo fluctúa entre magnitud 8,8 y 10,4. Es una estrella de la rama asintótica gigante de tipo M7+II en las etapas finales de su evolución estelar. También variable semirregular es Z Eridani, gigante roja de tipo M5III cuyo brillo oscila entre magnitud 7,0 y 8,6. Ambas son estrellas extremadamente frías.
De muy diversa índole es EF Eridani, pues es una variable cataclísmica de tipo AM Herculis compuesta por una enana blanca masiva y un objeto subestelar. Se piensa que hace 500 millones de años, la enana blanca empezó a canibalizar a su compañera estelar, siendo entonces la separación entre ambas de 7 millones de km. A medida que esta última perdió masa, comenzó a girar en espiral hacia dentro, por lo que la actual separación se ha reducido a 700 000 km.
En esta constelación se encuentra la nebulosa planetaria NGC 1535. Su estrella central tiene una masa equivalente al 59% de la masa solar y una temperatura de 66 000 K.
El Cúmulo de Eridanus es un cúmulo galáctico a unos 75 millones de años luz de distancia que contiene unas 200 galaxias.
Su miembro más brillante es NGC 1232, una galaxia espiral intermedia descubierta por el astrónomo William Herschel el 20 de octubre de 1784.
Otra galaxia del cúmulo es NGC 1300, galaxia espiral barrada con un diámetro aproximado de 110 000 años luz, comparable al de la Vía Láctea.

## Estrellas

### Estrellas con nombre propio
- (α Eri) 0,45 Achernar
<  آخر النهر  āxir an-nahr  Fin del río

- (67/β Eri) 2,78 Cursa [Kursa] o Dhalim

- (34/γ Eri) 2,97 Zaurak [Zaurac, Zaurack]
< زورق  bote zawraq

- (23/δ Eri) 3,52 Rana
- (18/ε Eri) 3,72  Epsilon Eridani– cercana; tiene al menos un planeta (gigante de gas con un disco de polvo)
- (13/ζ Eri) 4,80 Zibal
< ? El avestruz

- (3/η Eri) 3,89 Azha
(?) Deformación de Persa آشيانه āšiyāne  El nido de avestruz

- (θ Eri) Acamar – doble 3,18, 4,11
<  آخر النهر āxir an-nahr Fin del río [llamado antes Achernar]

- (ο Eri)
  - (38/ο1 Eri) 4,04 Beid
<  بيض  baiđ̧ Huevos (de avestruz)
  - (40/ο2 Eri) Keid [Kied] – triple 4.43, 9,5; nearby
< ? al-qayd Las cáscaras (del huevo)

- (2/τ2 Eri) 4,76 Angetenar [Al Anchat, Anchenet, Hinayat (al Nahr)] 
عوجة النهر  cawjat[u] an-nahr  Encorvadura del río

- (υ Eri)
  - (52/υ1 Eri) 4,49 Theemin [Beemin]
  - (52/υ2 Eri) 3,82 Beemin [Theemin]

- (53/l Eri) 3,86 Sceptrum

### Estrellas condenominación de Bayer
ι Eri 4,11; κ Eri 4,24; 69/λ Eri 4,25; 57/μ Eri 4,01; 48/ν Eri 3,93; 42/ξ Eri 5,17; 26/π Eri 4,43; 8/ρ1 Eri 5,75; 9/ρ2 Eri 5,32; 10/ρ3 Eri 5,26; 1/τ1 Eri 4,47; 11/τ3 Eri 4,08; 16/τ4 Eri 3,70; 19/τ5 Eri 4,26; 27/τ6 Eri 4,22; 28/τ7 Eri 5,24; 33/τ8 Eri 4,64; 36/τ9 Eri 4,62; 41/υ4 Eri 3,55; χ Eri 3,69; φ Eri 3,56; 65/ψ Eri 4,80; 61/ω Eri 4,36; 62/b Eri 5,50; 51/c Eri 5,22; 43/d Eri – doble 3.97, 5,85; 82/e Eri 4,26 – nearby; f Eri – doble 4.30, 4,73; g Eri 4,17; h Eri 4,59; i Eri 5,11; p Eri – doble 5.76, 5,76; q1 Eri 5,52 – tiene un planeta; q2 Eri 5,04; s Eri 4,74; 17/v Eri 4,74; w Eri – doble 4.79, 6,14; y Eri 4,57; 39/A Eri 4,87

### Estrellas condenominación de Flamsteed
4 Eri 5,44; 5 Eri 5,56; 6 Eri 5,82; 7 Eri 6,11; 14 Eri 6,14; 15 Eri 4,86; 20 Eri 5,24; 21 Eri 5,97; 22 Eri 5,53; 24 Eri 5,24; 25 Eri 5,56; 30 Eri 5,48; 35 Eri 5,28; 37 Eri 5,44; 44 Eri 5,53; 45 Eri 4,91; 46 Eri 5,71; 47 Eri 5,20; 49 Eri 5,32; 54 Eri 4,32; 55 Eri 5,98; 55 Eri 6,70; 56 Eri 5,78; 58 Eri 5,49; 59 Eri 5,76; 60 Eri 5,03; 63 Eri 5,39; 66 Eri 5,12; 68 Eri 5,11

### Otras estrellas de interés
- EF Eri 14,5 - <17,5 – variable cataclísmica

### Planetas extrasolares
- 51 Eridani b, planeta similar a Júpiter que orbita la estrella 51 Eridani

## Objetos de cielo profundo

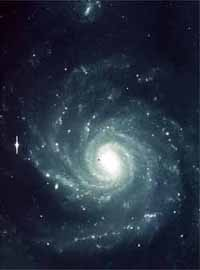
La galaxia espiral NGC 1232.

- NGC 1187
- NGC 1232 (Arp 41)
- NGC 1269
- NGC 1300
- NGC 1309
- NGC 1358
- NGC 1363
- NGC 1377

## Mitología

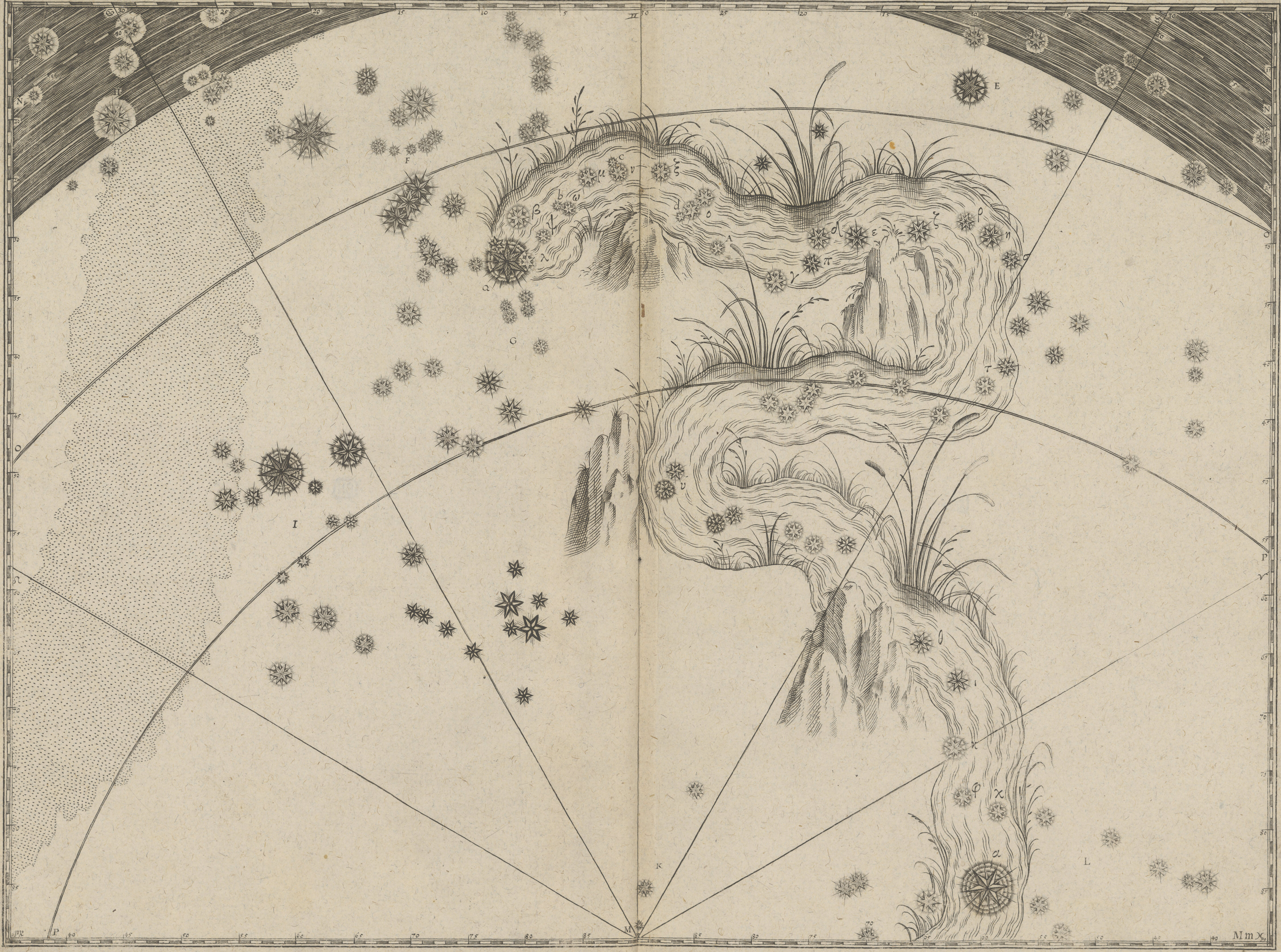
El río Erídano.

En la mitología griega el catasterismo del Río tiene su principio en el pie izquierdo de Orión. Según Arato se llama Erídano, aunque no da ninguna prueba de ello. Otros dicen, de la manera más justa, que es el Nilo, pues éste es el único que nace en el mediodía. De uno a otro extremo lo adornan muchos astros. Bajó él se halla la estrella llamada Canobo, que se halla cerca de las palas de la Argo; no hay astro que se vea en posición más baja que éste, por lo cual también se le llama Perigeo. En el primer meandro, en la cabeza, tiene tres estrellas; en el segundo, tres; desde el tercero, hasta llegar al final, siete, las cuales dicen que son las bocas del Nilo: en total, trece.
Algunos lo llaman Nilo, aunque muchos lo llaman Océano. Los que abogan por el Nilo señalan de la gran longitud y utilidad de ese río, y sobre todo porque debajo del signo hay cierta estrella que brilla más río, y especialmente porque debajo del signo hay una estrella que brilla más que las demás, llamada Canopus. Canopus es una isla bañada por el río Nilo.